# Canon EOS 5D Mark IV
Canon EOS 5D Mark IV – cyfrowa lustrzanka jednoobiektywowa wyposażona w matrycę światłoczułą CMOS o rozmiarze pełnej klatki i rozdzielczości 30,1 megapiksela, wyprodukowana przez japońską firmę Canon.
Aparat został oficjalnie zapowiedziany 25 sierpnia 2016, a do sprzedaży trafił we wrześniu 2016 roku jako następca lustrzanki Canon EOS 5D Mark III. Oferowany w sprzedaży jako body bez obiektywu oraz w dwóch zestawach z obiektywami EF 24-105 f/4L IS II USM lub EF 24-70 f/4L IS USM.

## Ulepszenia i funkcje w porównaniu z modelem Canon EOS 5D Mark III
- 30,1 megapikseli (6720 × 4480 pikseli) (wzrost z 22,3 megapikseli (5760×3840 pikseli) w modelu mark III).
- Procesor DIGIC VI+ w porównaniu do procesora DIGIC 5+ w poprzednim modelu.
- Tryb DualPixel RAW, umożliwiający niewielkie korekty ostrości zdjęcia w postprodukcji.
- Zakres ISO 100-32000 z możliwością rozszerzenia do H1 (51200), H2 (102400) (w porównaniu z zakresem 100-25600).
- Zwiększone pokrycie punktami AF kadru.
- Fotografowanie w trybie ciągłym z szybkością do 7 klatek na sekundę (w porównaniu z 6 klatkami/s).
- Wbudowany transmitter WiFi oraz NFC.
- Wbudowany moduł GPS.
- System rejestracji filmów poklatkowych oraz zdjęć interwałowych.
- System zapobiegający migotaniu, zapożyczony z modelu Canon EOS-1D X Mark II.
- Dotykowy ekran.
- Zwiększona liczba programowalnych przycisków.